# Steppin' Out
Steppin' Out is een nummer van de Britse muzikant Joe Jackson. Het is de tweede single van zijn vijfde studioalbum Night and Day uit 1982. In augustus van dat jaar werd het nummer eerst in de Verenigde Staten en Canada op single uitgebracht en in oktober volgden Europa, Australië en Nieuw-Zeeland.

## Achtergrond
Het nummer beschrijft de romantische reis van een stel als een moedige daad van onschuld. "Steppin' Out" werd in een aantal landen een hit en behaalde in Jacksons' thuisland het Verenigd Koninkrijk de 6e positie in de UK Singles Chart. Ook in de Verenigde Staten werd de 6e positie behaald. In Ierland en Canada werd de 5e positie bereikt, in Australië de 30e, in Nieuw-Zeeland de 21e en in Duitsland de 28e positie in de hitlijst.
In Nederland werd de plaat een radiohit. Desondanks werden zowel de Nederlandse Top 40 als de Nationale Hitparade niet bereikt en bleef de plaat steken op een 12e positie in de Tipparade en op een 4e positie in de Bubbling under van de Nationale Hitparade. De plaat bereikte wél de 42e positie in de TROS Top 50 en stond totaal 3 weken in deze van de destijds drie hitlijsten genoteerd. In de Europese hitlijst, de TROS Europarade, werd géén notering behaald.
In België werd in beide Vlaamse hitlijsten géén notering behaald.

## Hitnoteringen

### TROS Top 50
Hitnotering: 25-11-1982 t/m 09-12-1982. Hoogste notering: #42 (2 weken).

### NPO Radio 2 Top 2000
| Nummer met noteringen in de NPO Radio 2 Top 2000 | '09  | '10 | '11  | '12  | '13  | '14  | '15  | '16  | '17  | '18  | '19  | '20  | '21  | '22  |
| ------------------------------------------------ | ---- | --- | ---- | ---- | ---- | ---- | ---- | ---- | ---- | ---- | ---- | ---- | ---- | ---- |
| Steppin' Out                                     | 1687 | -   | 1760 | 1330 | 1350 | 1404 | 1470 | 1795 | 1901 | 1898 | 1815 | 1991 | 1894 | 1934 |

1. ↑  Een '-' betekent dat het nummer niet was genoteerd en een vetgedrukt getal geeft de hoogste notering aan.
2. ↑  2009 was het eerste jaar met een notering voor dit nummer.
3. ↑  Deze tabel is bijgewerkt tot en met de laatste editie (2024).

## Trivia
• Steppin' out werd in Grand Theft Auto: Vice City gebruikt als een van de liedjes die op het radiostation Flash FM afspeelde. In Grand Theft Auto 5 komt het lied weer voor op het radiostation Los Santos Underground Radio.